# انتس‌ها
مردم انتس گروهی از مردمان سموئیدی کشور روسیه هستند که از نظر نژاد و زبان با روس‌ها قرابتی ندارند. این مردم که در سیبری غربی و سواحل رود ینی‌سئی و نزدیک به مدار قطب شمال به‌سر می‌برند کمتر از هزار تن جمعیت داشته و به زبان انتسی تکلم می‌کنند. گروهی از این مردم در مناطق جنگلی و گروهی دیگر در توندراها زندگی می‌کنند که همین امر در تفاوت سبک زندگی و حتی گویش آن‌ها تأثیرگذار بوده‌است. همچنین حدود ۲۷۱ نفر انتس در اوکراین به‌سر برده که اغلب زبان انتسی را نیز همچنان می‌دانند. در سال ۱۹۹۰ یک جهانگرد انگلیسی به نام کالین توربن ضمن سیاحت در آن منطقه بیشتر انتس‌ها را دارای معضل الکلیسم معرفی نمود. نیمی از انتس‌ها شاغل هستند و حرفه اصلی ایشان دامپروری است. دام اصلی انتسی‌ها گوزن شمالی می‌باشد. همچنین شمار دیگری از این مردم حرفه ماهیگیری در آب‌های رود ینی‌سئی را دارند.